# Baráqjéel
Baráqjéel, Barâqîjâl, Baraqel (arámiul: ברקאל, görögül: Βαρακιήλ) a 200 bukott angyal 20 vezérének kilencedike volt. A név jelentése „Isten villáma” ami illik hozzá, mivel Baráqjéel az asztrológiát tanította az emberiségnek Járed idején. Néhány tudós, mint például Benjamin Creme és Helena Blavatsky úgy véli, hogy ő a teozófia Sanat Kumarája; mások szerint Sanat Kumara egy különböző lény.
Schniedewind és Zuckerman rekonstrukciója szerint Baráqjéel, Hazael apjának neve volt, aki egy Kr.e. 9. századi iratban van megemlítve, a Tel Danban. A bibliai Barak a Bírák 4-ből, ennek a névnek egy rövidített verziója.

## Fordítás
- Ez a szócikk részben vagy egészben  a   Baraqel című angol Wikipédia-szócikk fordításán alapul.  Az eredeti cikk szerkesztőit annak laptörténete sorolja fel. Ez a jelzés csupán a megfogalmazás eredetét és a szerzői jogokat jelzi, nem szolgál a cikkben szereplő információk forrásmegjelöléseként.